# Championnat d'Europe féminin de volley-ball des moins de 18 ans 1999
Navigation
Banská Bystrica 1997 Liberec 2001
Le 3e championnat d'Europe de volley-ball féminin des moins de 18 ans s'est déroulé 30 mars au 4 avril 1999 à Gdansk (Pologne).

## Composition des groupes
| Poule 1                                            | Poule 2                                         |
| -------------------------------------------------- | ----------------------------------------------- |
| Site : Wejherowo Belgique Lettonie Pays-Bas Russie | Site : Gdansk Allemagne Italie Pologne Tchéquie |

## Tour préliminaire

### Poule 1
| No | Équipe   | Points | Matches | Matches | Matches | Sets | Sets   | Sets  | Points | Points | Points |
| No | Équipe   | Points | joués   | gagnés  | perdus  | pour | contre | Ratio | pour   | contre | Ratio  |
| -- | -------- | ------ | ------- | ------- | ------- | ---- | ------ | ----- | ------ | ------ | ------ |
| 1  | Russie   | 6      | 3       | 3       | 0       | 9    | 3      | 3.000 | 286    | 234    | 1.222  |
| 2  | Pays-Bas | 5      | 3       | 2       | 1       | 7    | 4      | 1.750 | 242    | 229    | 1.057  |
| 3  | Belgique | 4      | 3       | 1       | 2       | 5    | 7      | 0.714 | 257    | 279    | 0.921  |
| 4  | Lettonie | 3      | 3       | 0       | 3       | 2    | 9      | 0.222 | 225    | 268    | 0.840  |

### Poule 2
| No | Équipe    | Points | Matches | Matches | Matches | Sets | Sets   | Sets  | Points | Points | Points |
| No | Équipe    | Points | joués   | gagnés  | perdus  | pour | contre | Ratio | pour   | contre | Ratio  |
| -- | --------- | ------ | ------- | ------- | ------- | ---- | ------ | ----- | ------ | ------ | ------ |
| 1  | Italie    | 6      | 3       | 3       | 0       | 9    | 4      | 2.250 | 289    | 267    | 1.082  |
| 2  | Pologne   | 4      | 3       | 1       | 2       | 7    | 6      | 1.167 | 273    | 257    | 1.062  |
| 3  | Allemagne | 4      | 3       | 1       | 2       | 5    | 8      | 0.625 | 268    | 286    | 0.937  |
| 4  | Tchéquie  | 4      | 3       | 1       | 2       | 5    | 8      | 0.625 | 258    | 278    | 0.928  |

## Phase finale

### Classement 5-8
|  | Tour de classement                               | Tour de classement                               |          |   | 5e place                                         | 5e place                                         |
|  | Tour de classement                               | Tour de classement                               |          |   | 5e place                                         | 5e place                                         |
|  |                                                  |                                                  |          |   |                                                  |                                                  |
|  | Gdansk, 03-04-99 (33:31 12:25 20:25 25:17 15:11) | Gdansk, 03-04-99 (33:31 12:25 20:25 25:17 15:11) |          |   | Gdansk, 04-04-99 (15:25 19:25 25:17 26:24 17:15) | Gdansk, 04-04-99 (15:25 19:25 25:17 26:24 17:15) |
|  | Gdansk, 03-04-99 (33:31 12:25 20:25 25:17 15:11) | Gdansk, 03-04-99 (33:31 12:25 20:25 25:17 15:11) |          |   | Gdansk, 04-04-99 (15:25 19:25 25:17 26:24 17:15) | Gdansk, 04-04-99 (15:25 19:25 25:17 26:24 17:15) |
|  | Belgique                                         | 3                                                |          |   | Gdansk, 04-04-99 (15:25 19:25 25:17 26:24 17:15) | Gdansk, 04-04-99 (15:25 19:25 25:17 26:24 17:15) |
|  | Belgique                                         | 3                                                |          |   | Gdansk, 04-04-99 (15:25 19:25 25:17 26:24 17:15) | Gdansk, 04-04-99 (15:25 19:25 25:17 26:24 17:15) |
|  | Tchéquie                                         | 2                                                |          |   | Gdansk, 04-04-99 (15:25 19:25 25:17 26:24 17:15) | Gdansk, 04-04-99 (15:25 19:25 25:17 26:24 17:15) |
|  | Tchéquie                                         | 2                                                | Belgique | 3 |                                                  |                                                  |
|  | Gdansk, 03-04-99 (25:10 25:10 24:26 25:23)       |                                                  | Belgique | 3 |                                                  |                                                  |
|  |                                                  | Allemagne                                        | 2        |   |                                                  |                                                  |
|  | Allemagne                                        | Allemagne                                        | 2        | 3 |                                                  |                                                  |
|  | Allemagne                                        |                                                  |          | 3 |                                                  |                                                  |
|  | Lettonie                                         | 1                                                |          |   |                                                  |                                                  |
|  | Lettonie                                         | 1                                                | 7e place |   |                                                  |                                                  |
|  |                                                  |                                                  |          |   |                                                  |                                                  |
|  | Gdansk, 04-04-99 (25:23 25:14 25:23)             |                                                  |          |   |                                                  |                                                  |
|  |                                                  |                                                  |          |   |                                                  |                                                  |
|  | Tchéquie                                         | 3                                                |          |   |                                                  |                                                  |
|  | Tchéquie                                         | 3                                                |          |   |                                                  |                                                  |
|  | Lettonie                                         | 0                                                |          |   |                                                  |                                                  |
|  | Lettonie                                         | 0                                                |          |   |                                                  |                                                  |

### Classement 1-4
|  | Demi-finales                                    | Demi-finales                                    |                        |   | Finale                               | Finale                               |
|  | Demi-finales                                    | Demi-finales                                    |                        |   | Finale                               | Finale                               |
|  |                                                 |                                                 |                        |   |                                      |                                      |
|  | Gdansk, 03-04-99 (21:25 17:25 25:17 25:22 15:9) | Gdansk, 03-04-99 (21:25 17:25 25:17 25:22 15:9) |                        |   | Gdansk, 04-04-99 (25:20 25:19 25:12) | Gdansk, 04-04-99 (25:20 25:19 25:12) |
|  | Gdansk, 03-04-99 (21:25 17:25 25:17 25:22 15:9) | Gdansk, 03-04-99 (21:25 17:25 25:17 25:22 15:9) |                        |   | Gdansk, 04-04-99 (25:20 25:19 25:12) | Gdansk, 04-04-99 (25:20 25:19 25:12) |
|  | Pologne                                         | 3                                               |                        |   | Gdansk, 04-04-99 (25:20 25:19 25:12) | Gdansk, 04-04-99 (25:20 25:19 25:12) |
|  | Pologne                                         | 3                                               |                        |   | Gdansk, 04-04-99 (25:20 25:19 25:12) | Gdansk, 04-04-99 (25:20 25:19 25:12) |
|  | Russie                                          | 2                                               |                        |   | Gdansk, 04-04-99 (25:20 25:19 25:12) | Gdansk, 04-04-99 (25:20 25:19 25:12) |
|  | Russie                                          | 2                                               | Pologne                | 3 |                                      |                                      |
|  | Gdansk, 03-04-99 (25:21 20:25 25:18 25:23)      |                                                 | Pologne                | 3 |                                      |                                      |
|  |                                                 | Pays-Bas                                        | 0                      |   |                                      |                                      |
|  | Pays-Bas                                        | Pays-Bas                                        | 0                      | 3 |                                      |                                      |
|  | Pays-Bas                                        |                                                 |                        | 3 |                                      |                                      |
|  | Italie                                          | 1                                               |                        |   |                                      |                                      |
|  | Italie                                          | 1                                               | Match pour la 3e place |   |                                      |                                      |
|  |                                                 |                                                 |                        |   |                                      |                                      |
|  | Gdansk, 04-04-99 (25:19 26:24 20:25 25:17)      |                                                 |                        |   |                                      |                                      |
|  |                                                 |                                                 |                        |   |                                      |                                      |
|  | Russie                                          | 3                                               |                        |   |                                      |                                      |
|  | Russie                                          | 3                                               |                        |   |                                      |                                      |
|  | Italie                                          | 1                                               |                        |   |                                      |                                      |
|  | Italie                                          | 1                                               |                        |   |                                      |                                      |

## Classement final
| Place              | Équipe             |
| ------------------ | ------------------ |
| Médaille d'or      | Pologne            |
| Médaille d'argent  | Pays-Bas           |
| Médaille de bronze | Russie             |
| 4                  | Italie             |
| 5                  | Belgique           |
| 6                  | Allemagne          |
| 7                  | République tchèque |
| 8                  | Lettonie           |